# Barangay

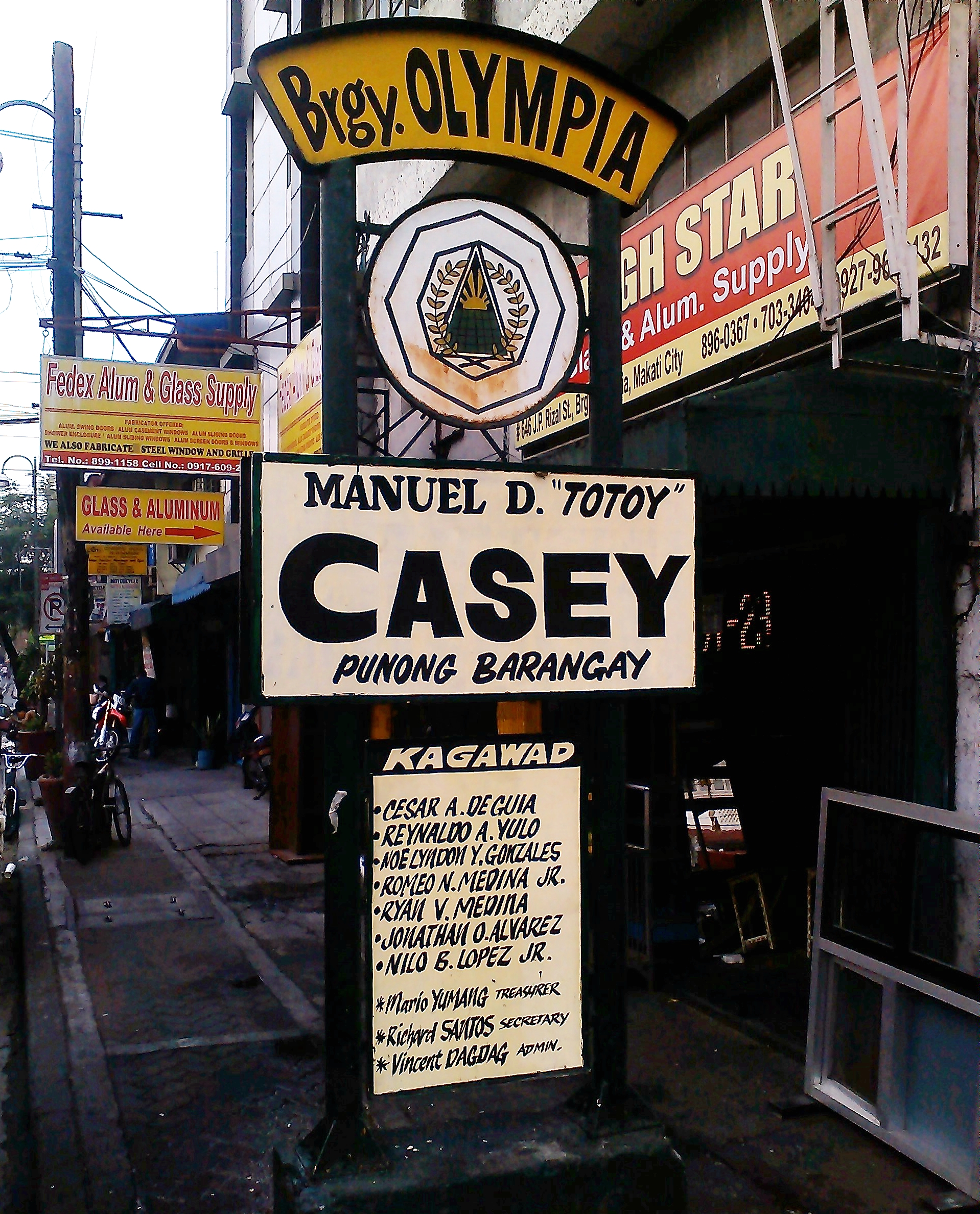
Segnale d'ingresso nel barangay Olympia a Makati

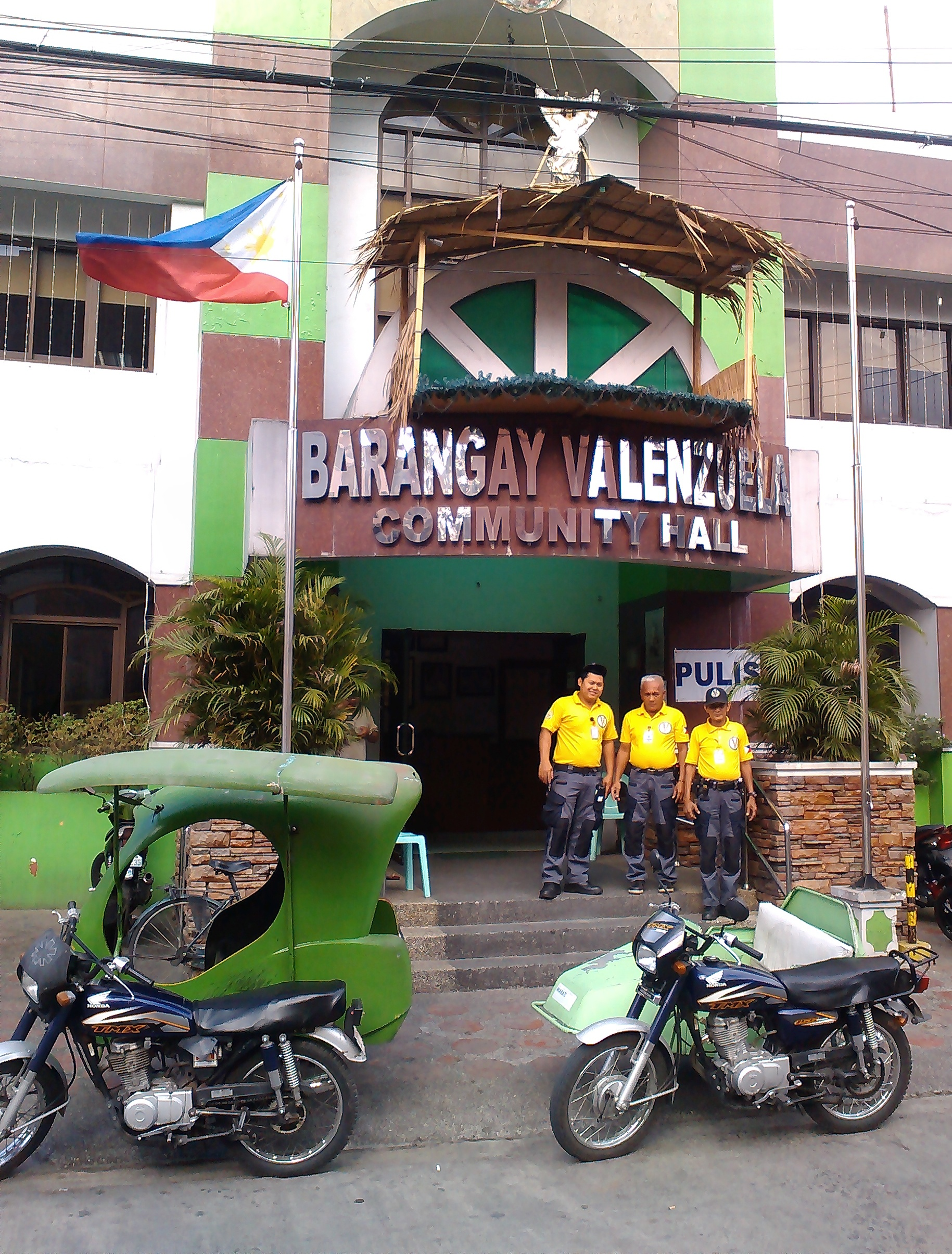
Quartier generale del barangay Valenzuela, Makati. In primo piano si vedono le motocarrozzette comunemente usate dagli agenti del barangay

Il barangay (pronuncia: baɾaŋˈɡaj, talvolta abbreviato in Brgy. o Bgy.) è la più piccola unità del governo locale nelle Filippine.

## Definizione
Il termine barangay, in lingua tagalog, indica un borgo o una contrada, ed è stato ripristinato il 21 settembre 1974 sotto la presidenza di Marcos (attraverso il Decreto Presidenziale nº 557) in sostituzione del termine barrio, imposto durante la dominazione spagnola dell'arcipelago. Può essere scritto anche baranggay, grafia diffusa soprattutto in cebuano.
Municipalità e città filippine sono composte da barangay. Al 30 settembre 2017 in tutte le Filippine si contava un totale di 42 036 barangay.